# Air Malta
Air Malta — бывшая мальтийская авиакомпания. Базировалась на Мальте, в муниципалитете Лука, в Международном аэропорту Мальты. Осуществляла рейсы по 39 направлениям в Европу и Северную Африку.
Авиакомпания Air Malta была учреждена в 1973 году по решению мальтийского парламента и осуществляла рейсы с апреля 1974 года. Авиакомпания поддерживала партнёрские отношения и осуществляла совместные полёты с авиакомпанией Lufthansa, которая осуществляет техническое обслуживание в аэропорту Мальты. Air Malta владела пакетом акций авиакомпании Medavia, совершающей перелёты преимущественно в пределах Ливии.
Направления
По состоянию на сентябрь 2013 года Air Malta осуществляла из аэропорта Мальты полёты по следующим направлениям:
1. Австрия: Вена
2. Бельгия: Брюссель
3. Болгария: София
4. Великобритания: Бристоль, Кардифф, Лондон, Манчестер, Ньюкасл-апон-Тайн, Норидж, Эксетер
5. Венгрия: Будапешт
6. Германия: Берлин, Ганновер, Дрезден, Дюссельдорф, Гамбург, Мюнхен, Франкфурт
7. Греция: Афины
8. Дания: Копенгаген
9. Италия: Катания, Кальяри, Милан, Ольбия (через Рим), Рим, Турин (через Рим)
10. Израиль: Тель-Авив
11. Кипр: Ларнака
12. Ливия: Бенгази, Триполи
13. Нидерланды: Амстердам
14. Норвегия: Осло
15. ОАЭ: Абу-Даби
16. Польша: Варшава
17. Россия: Москва, Санкт-Петербург
18. Румыния: Бухарест
19. Турция: Стамбул
20. Украина: Киев
21. Франция: Лион, Марсель, Париж
22. Чехия: Прага
23. Швейцария: Женева, Цюрих
24. Швеция: Стокгольм

## Флот

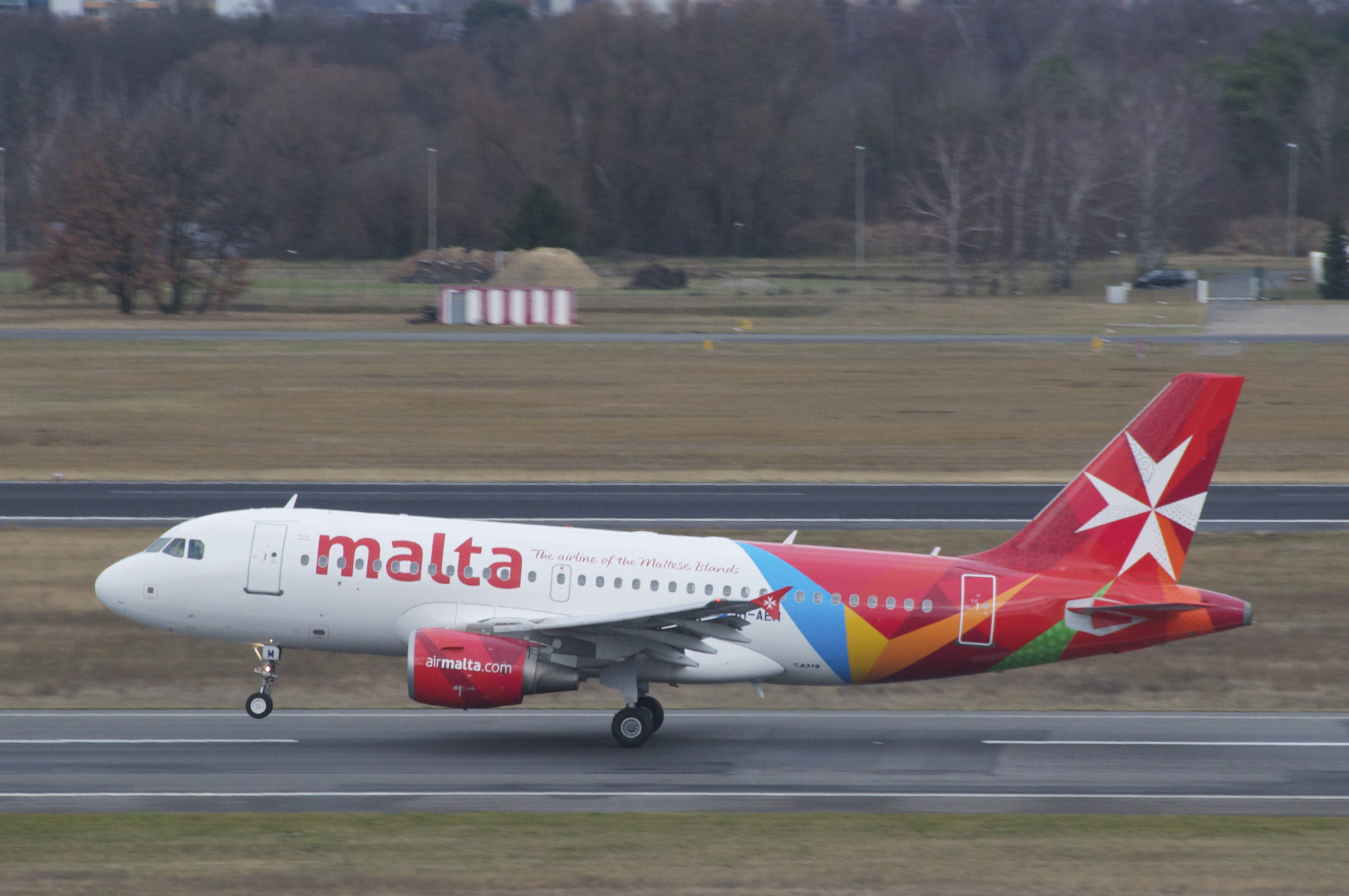
Airbus A319-112 Air Malta

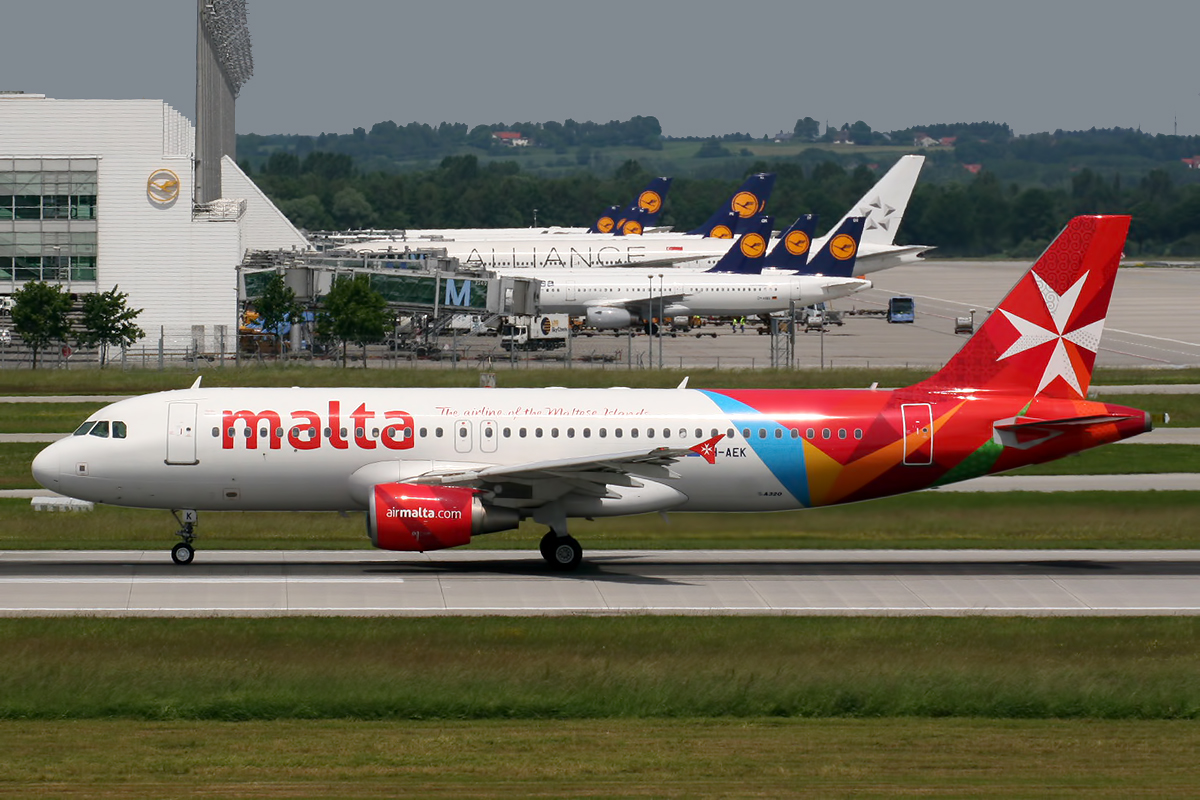
Airbus A320-214 Air Malta

Флот по состоянию на май 2023 года:

## Партнёры
Air Malta имела код-шеринговые соглашения со следующими авиакомпаниями:
- Аэрофлот
- Air France
- Alitalia
- Austrian Airlines
- Brussels Airlines
- Czech Airlines
- Emirates
- Etihad Airways
- KLM
- Lufthansa
- Meridiana fly
- Swiss International Air Lines
- Turkish Airlines